# Кристиан Алберс
Кристиан Алберс (на нидерландски: Christijan Albers) е холандски пилот от Формула 1. Роден е на 16 април 1979 в Айндховен, Холандия.
Започва кариерата си като картинг-пилот.
През 1997 година се състезава във Формула Форд, като печели Белгийската и Холандска национална титла в този състезателен клас.
Преминава в Германската Формула 3, където се състезава за Ван Амерсфорт Рейсинг. Печели първа победа на пистата Норисринг.
Печели Титлата в Германския Формула 3 шампионат през 1999 година, завоювайки 6 победи през годината.
- 2004 година е тест пилот на Минарди във Формула 1.
- 2005 година е пилот на Минарди, има 19 старта в шампионата на Формула 1.
- 2005 година подписва договор за титулярен пилот на - Мидланд Ф1.
- 2007 е пилот на Спайкър Ф1, тима наследник на „Мидланд“.